# Alois Gstöttner
Alois Gstöttner (* 6. November 1975 in Vöcklabruck) ist ein österreichischer Fotograf, Autor, Journalist, Grafikdesigner und war der Herausgeber und Chefredakteur des österreichischen Fußballmagazins Null Acht – Magazin für Rasenpflege.

## Leben
Alois Gstöttner wuchs im oberösterreichischen Vöcklamarkt auf und studierte Architektur an der Technischen Universität in Graz und in Berlin. Heute lebt er in Wien. Im Jahr 2014 erreichte seine Publikation Gooool do Brasil – Kartografie einer nationalen Leidenschaft bei der Auszeichnung Fußballbuch des Jahres den dritten Platz. Der Preis wird jährlich von der Deutschen Akademie für Fußball-Kultur vergeben.

## Werke
- Gooool do Brasil. Kartografie einer nationalen Leidenschaft, Club Bellevue, Wien 2014, ISBN 978-3-200-03492-1
- Open:24h. Workground / Playground, Edition Selene, Wien 2003, ISBN 978-3-852-66212-1

## Auszeichnungen
Die dritte Ausgabe von Null Acht wurde im Dezember 2008 beim internationalen Joseph Binder Award mit Silber prämiert. Die sechste und letzte Ausgabe der Fußball-Zeitschrift wurde im Frühling 2010 beim CCA-Award ausgezeichnet.